# Lo Blumar
Lo Blumar (en francès Le Bleymard) és un municipi francès situat al departament del Losera i a la regió d'Occitània.